# Magie intérieure !
Magie intérieure ! (宇宙なボクら, kosumona bokura) est un manga de Saki Hiwatari. Il est publié en français aux éditions Delcourt et comporte quatre volumes au total.

## Résumé de l'histoire
Haruko Morimiya a huit ans lorsque sa mère meurt de maladie. Avant de mourir, celle-ci, sorcière, lui transmet ses pouvoirs et son nom de magicienne, Cynthia.
Cinq ans plus tard, Haruko ne maîtrise encore que peu cette magie. Elle arrive juste à communiquer en rêve avec son chat Silk. Après avoir gagné un concours de son école à pierre-poing-feuille-ciseaux, elle commence à recevoir d'étranges lettres l'invitant à une chasse aux sorcières...